# Оврах Тамара Євгенівна
Тамара Євгенівна Оврах (нар. 6 серпня 1954, Ковалівка, Немирівський район, Вінницька область) — художниця декоративно-прикладного мистецтва. Член Національної Спілки художників України (1987).

## Життєпис
Тамара Оврах народилася 6 серпня 1954 року в селі Ковалівка, Немирівського району на Вінниччині. В 1977 році закінчила Львівський державний інститут прикладного та декоративного мистецтва (відділення художньої кераміки), педагоги з фаху В. Горбалюк, Н. Федчун[неавторитетне джерело]. У 1977—2002 рр. разом з чоловіком Оврахом Володимиром працювала на Баранівському фарфоровому заводі.
Працює в галузі монументального мистецтва та художньої кераміки.
Член Національної Спілки художників України з 1987 року.
Проживає і працює в місті Вінниця.

## Основні твори
- Панно «Історія медицини» (1978),
- Декоративні штофи «Гопак» (1980),
- Декоративні тарелі (1986),
- Вази «Мелодії гаю» (1995),
- «Усипальниця М. Пирогова» (2010),
- «Хризантеми» (2010).

Живопис
- «Жнива», полотно, олія, 80х80, (2006),.
- «Квіти», полотно, олія, 70х50, (2003),
- «Різдвяні колядки», полотно, олія, 60х80 см, (2009)[3]
- «Осінній натюрморт», полотно, олія, 60х70 см. (2014)
- «Дорога в карпати», 45х65, (2016),
- «Натюрморт у дзеркалі», 60х70, (2016),
- «Преображенський собор у Вінниці», 60х80, полотно, олія.

Ручне ткацтво:
- «Образ», ручне ткацтво, 50*70, 2001 р.,
- «Ворона», ручне ткацтво, 50*70, 2001 р.
- «Мушля», ручне ткацтво, 50*70, 2002 р.,

Монументальні роботи:

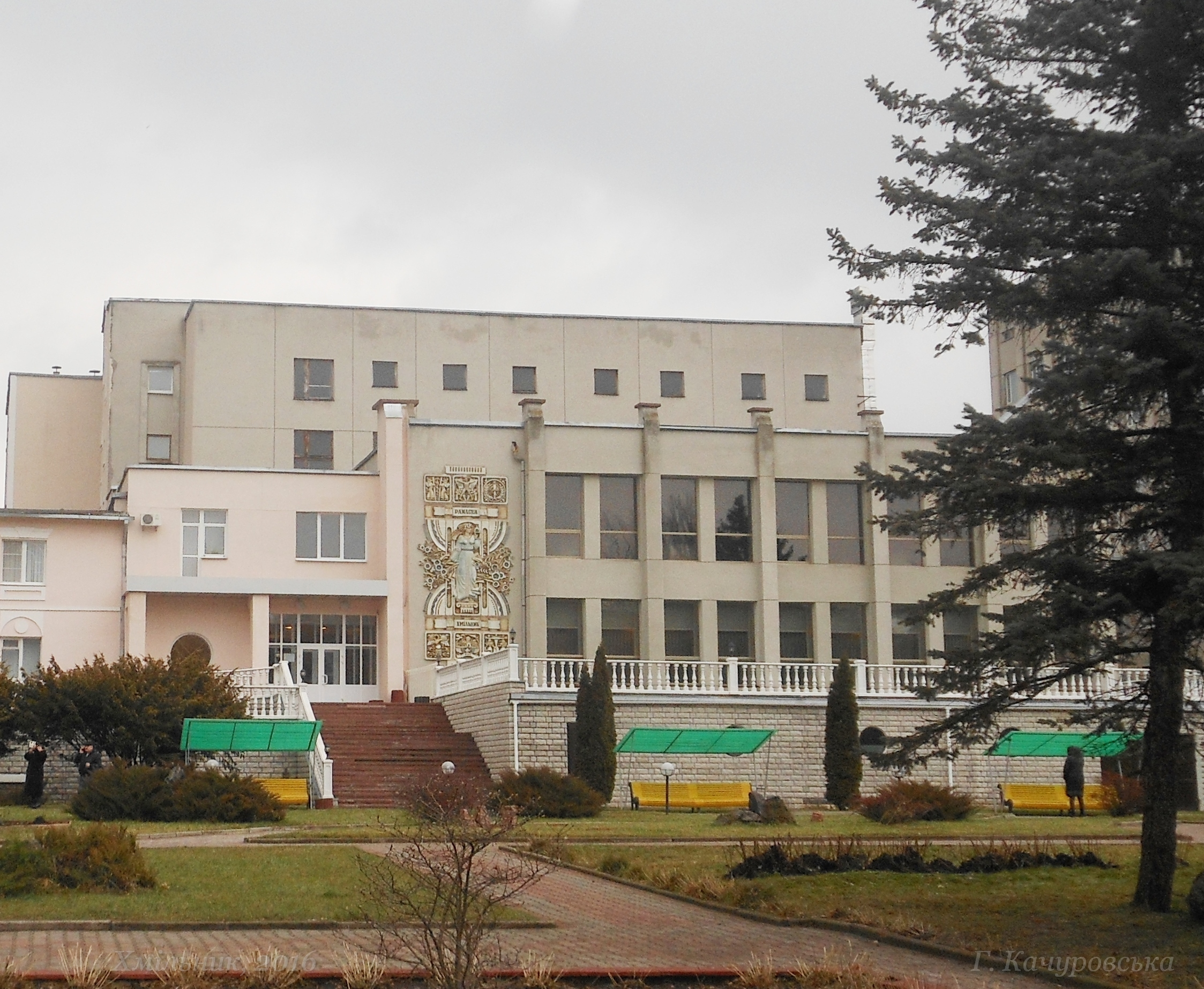
«Панацея. Хмільник», Санаторій Південно-західної залізниці, 2016

- «Сім'я і школа», шамотна маса, ручне ліплення, 50 кв.м., 1989 р.,
- Монументально-декоративне панно для екстер'єру «Освіта. Мистецтво», шамот, ангоби, поливи, 50 кв. м., 1995 р., Житомирська область, місто Баранівка, школа № 1,
- «Панацея», шамот, ангоби, поливи, ручне ліплення, 24 кв.м., 1999 р., Хмільник, Санаторій Південно-західної залізниці[4],
- «Дорога у вічність», бетон, мармурова крихта, кераміка, 3м*1.5 м., 2000 р.,
- Монументально-декоративне панно для інтер'єру залізничного вокзалу, Кам'янець-Подільський.

## Виставки
Учасниця обласних, республіканських та зарубіжних виставок.

## Родина
Одружена з Оврахом Володимиром Михайловичем, художник кераміст, членів Національної спілки художників України, заслужений художник України. Разом виховали двох синів, що продовжують справу батьків: Оврах Роман Володимирович — художник кераміст, член Національної спілки художників України; Оврах Андрій Володимирович — художник, скульптор, член Національної спілки художників України, дружина Андрія — Ольга Оврах, скульптор, дослідниця, викладачка.